# Mats Gustafsson

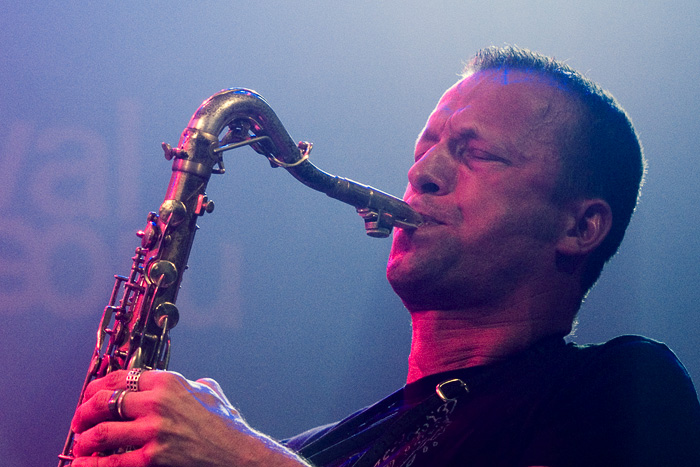
Mats Gustafsson beim Moers Festival 2006

Mats Olof Gustafsson (* 29. Oktober 1964 in Umeå) ist ein schwedischer Saxophonist, der alle Arten von Saxophonen spielt und als der herausragende Vertreter des schwedischen Free Jazz gilt.

## Leben und Wirken
Gustafsson spielte zunächst in Stockholm in Jazzrock- und Punk-Bands. 1986 begann er im Duo mit Christian Munthe und ab 1988 im Trio Gush mit Sten Sandell und Raymond Strid Jazz zu spielen. Er ist stark beeinflusst durch den Stil von Peter Brötzmann, mit dem er zusammen mit Ken Vandermark seit 2002 das Trio Sonore bildete. Gustafsson spielte bisher beispielsweise in Gruppen und Projekten mit Paul Lovens, Paul Lytton, Georg Gräwe, Barry Guy, Roger Turner, Pinguin Moschner, Jim O’Rourke, Colin Stetson, Sven-Åke Johansson (Die Harke und der Spaten, 2011) und Derek Bailey. Seit den frühen 1990er Jahren pflegte er enge Kontakte zur Musikszene Chicagos mit Hamid Drake, Michael Zerang, dem Peter Brötzmann Chicago Tentet (Signs, 2004) und Ken Vandermark und veröffentlichte Alben beim dortigen Label Okka Disk.
Zu Gustafssons längerfristigen Projekten gehören insbesondere The Thing, Fire! und Hidros. Das Trio The Thing, das er seit 2000 mit den Norwegern Ingebrigt Håker Flaten und Paal Nilssen-Love bildet, experimentiert an der Grenze zwischen Free Jazz und Punkmusik. 2012 nahm The Thing ein Album mit Neneh Cherry auf (The Cherry Thing). 2014 erschien ein Live-Album mit Thurston Moore. Die ebenfalls in der Normalbesetzung seit 2009 als Trio fungierende Formation Fire! (mit Johan Berthling und Andreas Werliin) hat auch eine Big-Band-Version (Fire! Orchestra); in beiden Besetzungen entstanden jeweils mehrere Alben. Als Trio nahm Fire! mit Jim O’Rourke und Oren Ambarchi Alben auf. Die 1999 gestartete Serie Hidros beinhaltet Alben mit wechselnden, meist größeren Gruppen, die die Musik bekannter Künstler interpretieren – darunter die von Patti Smith, Little Richard oder Frank Zappa. Im Rahmen von Hidros arbeitete Gustafsson u. a. mit Sonic Youth, Barry Guy, Joe McPhee, Axel Dörner.
Gustafsson, der nach Nickelsdorf zog, spielt regelmäßig bei den dortigen Konfrontationen. Auch arbeitete er im Duo Falling mit Christof Kurzmann und im Trio (Fake) The Facts mit Martin Siewert und dieb13. Weiterhin arbeitet er zusammen mit Künstlern aus dem Bereich des Theaters und Tanztheaters sowie Schriftstellern und Malern. Seit 1988 hat er mehr als 200 Tonträger veröffentlicht.

## Preise und Auszeichnungen
Gustafsson erhielt 2003 den Jazzpreis der Königlich Schwedischen Musikakademie. 2011 wurde er mit dem Musikpreis des Nordischen Rates ausgezeichnet. 2020 wurde er gemeinsam mit anderen Musikern mit dem Instant Award in Improvised Music bedacht.

## Diskographische Hinweise

Mats Gustafsson (Mitte) mit Sonore (Ken Vandermark und Peter Brötzmann)

- 1992 – Mouth Eating Trees and Related Activities (Okka Disk)
- 1994 – Parrot Fish Eye (Okka Disk)
- 1996 – Impropositions (Phono Suecia)
- 1997 – Frogging (Maya)
- 2000 – The Thing (Crazy Wisdom)
- 2007 – The First Original Silence (Smalltown Superjazz)
- 2011 – Farfala Trio: Syzygy (NoBusiness)
- 2011 – Fire! with Jim O’Rourke Unreleased? (Rune Grammofon)
- 2012 – The Cherry Thing (Smalltown Supersound)
- 2013 – Fire! Orchestra Exit! (Rune Grammofon, ausgezeichnet mit der Gyllene Skivan)
- 2013 – Stones mit Colin Stetson (Rune Grammofon)
- 2014 – Fake the Facts: Soundtrack (Trost Records)
- 2014 – Hidros 6 – Knockin´ (Not Two Records) (Box-Set mit 5 CDs, 2 LPs und 1 DVD)
- 2016 – Fire! Orchestra Ritual (Rune Grammofon)
- 2016 – MG 50 Peace & Fire (Trost) (Box-Set mit 4 CDs von 3-tägiger Konzertserie anlässlich Gustafssons 50. Geburtstags)
- 2018 – The End Svårmod Och Vemod Är Värdesinnen (RareNoiseRecords)
- 2022 – Hidros 8: Heal (Trost Records)
- 2023 – Fire! Orchestra: Echoes (Rune Grammofon)
- 2024 – GUSH: Afro Blue (Trost Records)
- 2024 – Fire!: Testament (Rune Gramofon)
- 2024 – AALY Trio (Mats Gustafsson, Kjell Nordeson, Peter Janson): Sustain (Silkheart Records)

## Publikation
- Mats Gustafsson: Discaholics! Record Collector Confessions, Volume 1 (Marhaug Forlag, 2017)